# Mistrovství Evropy v zápasu řecko-římském 1925
Mistrovství Evropy v zápasu řecko-římském 1925 se uskutečnilo ve dnech 17. až 20. prosince 1925 v Itálii v Miláně.

## Přehled medailistů
| Kategorie | Zlato            | Stříbro        | Bronz           |
| --------- | ---------------- | -------------- | --------------- |
| 58 kg     | Armand Magyar    | Giovanni Gozzi | Carlo Ponte     |
| 62 kg     | Jenoe Nemeth     | Ernst Steinig  | Erik Malmberg   |
| 67,5 kg   | Lajos Keresztes  | Ludvig Sesta   | Mihaly Matura   |
| 75 kg     | Friedrich Braeun | Väinö Kokkinen | Mario Gruppioni |
| 82,5 kg   | Carl Westergren  | Robert Rupp    | László Papp     |
| +82 kg    | Rudolf Svensson  | Rajmund Badó   | Edmond Dame     |